# 纳索人
纳索人（Naso），又称特里贝人（Teribe）、杰迪人（Tjër Di），是一群生活在巴拿马西北部的原住民族群，生活在纳索杰迪特区。纳苏族现存人口大约3500人。该族的信仰在美洲所有原住民中是惟一一个地位没有合法化的宗教信仰，并且该土著族群也拥有美洲现在惟一的一个君主政体。

## 历史
最初的原居民居住于特瑞波河盆, Changuinola河盆与Sixaola河盆；包括Bocas del Toro省西部至哥斯达黎加东北边境。
欧洲人对这个民族有了了解。 首期于1502年10月6日，哥伦布在他第四次往美洲航海到临博卡斯·德爾托羅海岸区域时在Almirante海湾发现. 此处被土著民命名为Zorabaró，哥伦布则改名为Carambarú.
1564年, 西班牙的統治者Juan Vásquez de Coronado, 聽到一個稱Texbi的地方充滿了黃金(oro), 但是此處的原住民對於西班牙人非常具有敵意而且拒絕被西班牙人統治。於是他來到在特瑞波的Corcucu裡的一個小城鎮，遇到並擊敗許多首領，使他們臣服於西班牙人手中，還授與特瑞波河教名 Estrella（意思：星星），因為他們在這條河附近發現的金礦。這個情況持續到十六世纪後期。
17世纪初，在Duy這個遙遠的村莊還存在著一些分散的原住民族，這些民族和特瑞波人相同，他們因為充滿敵意和好戰性聞名。在1604年
1662年在Rodrigo Arias Maldonado y Velazco的命令下，被分散的1200个土著民（其大部分为特瑞波人）团聚在Talamanca 和 Duy山谷; 十八世纪末期他们继续着他们对西班牙人于其他土著民的反抗。1695年, 一群特瑞波人被送往位于哥斯达黎加东南部的Boruca地区，并在那里建起了San Francisco de Térraba城。

## 统治与政治
從不知何時開始，納索（或特瑞比）這個族群就是由一個國王統治。根據傳統，只有男人可以接受王位，而且這個王位是終生的。當國王過世了，王位就傳給另一個年紀接在國王之後的弟弟。當這位國王逝世後，王位就傳給上一位國王的年長的兒子，過去他曾有王子之名。從1980年代開始，王位的繼承由成年人口的投票決定。基本上，當社群感覺到對時任的君主不滿意，王室的另一位成員可能會站出來接受群眾投票，看看能否取代現任君主。在2004年，時任君主提托·桑塔纳由於准許巴拿馬政府在流經納索地域的Bonyic河興建水力發電廠而被罷免。他在一場發生於首都Seiyik的民眾起義裡被罷免，並被逼流亡。繼任王位的是提托的叔叔，儘管他是由部落的大多數選出來，但巴拿馬政府現時仍未承認他的王位繼承。

### 近代君主
- 巴斯·李·桑塔纳
- 什蒂亚格·桑塔纳
- 什蒂亚格·桑塔纳二世
- 查理·桑塔纳
- 弗朗西斯科·桑塔纳
- 拉萨罗·桑塔纳 - (? - 1973年)
- 西缅·桑塔纳 - (1973年 - 1979年)
- 曼纽尔·艾格勒 (热雷西亚) - (1979年 - 1982年4月25日)
- 瑞费那·桑塔纳 - (1982年4月25日 - 1988年7月30日)
- 卡萨尔·桑塔纳 - (1988年7月30日 - 1998年5月31日)
- 提托·桑塔纳 - (1998年5月31日 - )
  - Valentín Santana -(2004年5月30日- )[1]

## 人口统计
居住区内人口为2343左右，居住在11社区内:
- 位于特瑞波河流域: Bonyic, Kuikin, Santa Rosa, Sieyik, Sieyikin, Solón 与 Sori.
- 位于桑桑河流域: Drury, La Tigra, Loma Bandera 与 桑桑.
- 位于其它地区: Charagre 与 Yorkin.

被估计有1000个左右的此族人居住于此地区，特别是在Changuinola市。

## 文化
多数纳索族人从事农业与渔业。他们通用特瑞波語，并且大部分也会说西班牙语。少量納索族人已归信天主教，但是他们历来相信他們的傳統神祇Sbö，并认为Sbö是创造世界的最高神。他们也敬奉特瑞波河，并管此河称为老祖母.  y que ha servido de sustento para la etnia en general.
Las familias poseen un núcleo monogámico, pero varían la cantidad de miembros por familia en varias localidades. No poseen actualmente ritos tradicionales para el matrimonio. 
他們居住在木造的屋子裡，並以棕櫚葉來蓋屋頂，con techos de hojas de palma de tipo yambú; generalmente estas viviendas están situadas en lugares altos, para protegerse de las fuertes crecidas del río Teribe.
近年由於巴拿馬政府有意在他們居住的地方興建水壩，事件引起了納索族的內部分裂：分別為支持興建和反對興建的兩派。

## 附註
1. ↑    On May 30, 2004 Tito lost a vote of confidence, but still claims the title of king. .   [2006-05-29]. （原始内容存档于2006-08-14）.